# Umjetnička sloboda
Sloboda umjetničkog izraza (ili sloboda umjetničkog izraza) je, prema UNESCO-u „sloboda maštovitog stvaranja i distribuiranja raznolikih kulturnih izraza bez državne cenzure, političkog miješanja ili pritisaka nevladinih aktera”. Općenito, umjetnička sloboda opisuje opseg neovisnosti koju umjetnici stječu kako bi slobodno stvarali umjetnost. Nadalje, umjetnička sloboda odnosi se, prema UN-u, na „prava građana na pristup umjetničkim izrazima i sudjelujovanje u kulturnom životu – i time predstavlja jedno od ključnih pitanja za demokraciju”. Opseg slobode nužne za slobodno stvaranje umjetnosti razlikuje se ovisno o postojanju ili nepostojanju zakonskih instrumenata uspostavljenih za zaštitu, promicanje, nadzor ili cenzuru umjetnika i njihovog stvaralaštva. Zbog toga su univerzalne, regionalne i nacionalne pravne odredbe postavljene kako bi jamčile pravo na slobodu izražavanja općenito, a tako i umjetničkoga. 

## Definicija
Često se izrazi umjetnička sloboda i sloboda umjetničkog izraza koriste kao sinonimi. Njihovi osnovni pojmovi "umjetnost", "sloboda" i "izraz" obuhvaćaju vrlo opsežna područja rasprave - prema Eleni Polymenopoulu, „umjetnost je vrlo 'suptilan' — ponekad i simboličan — oblik izražavanja, koji pati od problema definiranja više od bilo kojeg drugog oblika”. Posljedično, teško je dati zadovoljavajuću definiciju umjetnosti ili odrediti pojmove umjetničkog stvaralaštva (kreativnosti) i umjetničkog izraza. UNESCO-ova Konvencija o raznolikosti kulturnih izraza iz 2005. godine kulturne izraze određuje kao „one izraze koji proizlaze iz stvaralaštva pojedinaca, skupina i društava, a imaju kulturni sadržaj”, dok potonji „se odnosi na simbolično značenje, umjetničku dimenziju i kulturne vrijednosti koje proizlaze ili izražavaju kulturni identitet”. U kontekstu slobode (umjetničkih) izraza, "[r]iječ izraz u prvom redu odnosi se na verbalizaciju misli." Prema Konvenciji, sloboda umjetničkog izraza „može značiti da moramo podnositi (tolerirati) umjetnost koja je uvredljiva, skandalozna ili jednostavno loša. No, to je mala cijena koju treba platiti za slobodu i raznolikost koje čine temelj slobodnog društva”. Službeno, UNESCO umjetničku slobodu određuje kao „slobodu maštovitog stvaranja i dijeljenja raznolikih kulturnih izraza bez državne cenzure, političkog miješanja ili pritisaka nevladinih aktera. To uključuje pravo svih građana na pristup tim djelima i važno je za dobrobit društava”. UNESCO ističe da „umjetnička sloboda obuhvaća skup prava zaštićenih međunarodnim pravom”, što uključuje: 
- Pravo stvaranja bez cenzure ili zastrašivanja;
- pravo na podršku, dijeljenje i naknadu za umjetnički rad;
- pravo na slobodu kretanja;
- pravo na slobodu udruživanja;
- pravo na zaštitu društvenih i gospodarskih prava te
- pravo sudjelovanja u kulturnom životu.

## Pravni okviri zaštite
Prema Deklaraciji nordijskih ministara kulture o promicanju raznolikosti kulturnih izričaja i umjetničke slobode u digitalnom dobu, pravni okviri zaštite i promicanja umjetničke slobode odražavaju uvjerenje da „kultura predstavlja jedan proces i prostor demokratske rasprave. Sloboda umjetničkog izraza čini njezinu kralježnicu. Postoje uvjerljivi dokazi da sudjelovanje u kulturi također potiče demokratsko sudjelovanje, osnaživanje i dobrobit naših građana”.
Umjetnici su među prvima koje guše represivni režimi: pjesnici, dramski pisci i slikari koji izazivaju status quo često su izolirani te kao takvi na udaru vlasti. Kada se njihovi pogledi ne slažu s prevladavajućim društvenim svjetonazorom (eng. mainstream), umjetnik je također ranjiv na cenzuru mase.
No, nisu vlade jedine koje krše umjetničku slobodu. To čine i udruge, različite društvene, političke, vojne ili paravojne skupine, ponekad vršćei pritisak na vlasti. Stoga se sloboda umjetničkog stvaralaštva često izrijekom ili neizravno drži sastavnicom prava na slobodu izražavanja. U nekim pravnim instrumentima, pravo pojedinca na umjetničko izražavanje često je nepovratno povezano s pravom na njihovo izlaganje ili dijeljenje. Rastući značaj umjetničke slobode kao posebnog prava odražava se u uvođenju uloge UN-ova posebnog izvjestitelja u području kulture 2009. godine, i drugih izvjestitelja, osobito posebnog izvjestitelja o slobodi izražavanja.

### UN-ovi instrumenti

#### Umjetnička sloboda kao zasebno pravo
Prema Izvješću UN-a o pravu na umjetnički izraz i stvaralaštvo, pravne odredbe koje štite pravo na umjetničku slobodu su:
- Članak 15. stavak 3. Međunarodnog pakta o gospodarskim, društvenim i kulturnim pravima (ICESCR);
- čl. 19. st. 2. Međunarodnog pakta o građanskim i političkim pravima (ICCPR);[10]
- čl. 13. i 31. Konvencije o pravima djeteta;
- čl. 13. st. 1. Američke konvencije o ljudskim pravima (ACHR);
- čl. 14. ACHR-ova Protokola u području gospodarskih, društvenih i kulturnih odredbi;
- čl. 42. Arapske povelje o ljudskim pravima;
- čl. 27. st. 1. Opće deklaracije o ljudskim pravima (UDHR): univerzalno pravo "uživanja u umjetnosti";
- čl. 49. slučaja Karataş protiv Turske na Europskome sudu za ljudska prava naglašava da „sloboda umjetničkog izražavanja (...) pruža mogućnost sudjelovanja u javnoj razmjeni kulturnih, političkih i društvenih informacija i ideje svih vrsta. (...) Oni koji stvaraju, izvode, dijele ili izlažu umjetnička djela pridonose razmjeni ideja i mišljenja koja je ključna za demokratsko društvo. Stoga postoji obveza države od neopravdana nezadiranja u autorovu slobodu izražavanja”.[11][12]

U rujnu 2015. godine, 57 država članica UN-a potvrdilo je pravo na slobodu izražavanja, uključujući i umjetničkog, zajedničkom izjavom. Dodatno, 2015. godine usvojena je Deklaracija iz Kartagene o zaštiti umjetnika u ranjivim situacijama u Tunisu.

#### Umjetnička sloboda kao dio prava na slobodu izražavanja
Sljedeći pravni instrumenti ne spominju izričito umjetničku slobodu, već je razumiju kao temelj slobode izražavanja općenito, povezan s slobodom mišljenja, savjesti i vjeroispovijesti. Njihov cilj je jamčiti pravo na slobodu izražavanja ili pravo sudjelovanja u kulturnom životu bez posebnog upućivanja na umjetnost.
- Čl. 19. Opće deklaracije o ljudskim pravima (UDHR);
- čl. 9. i 10. Europske konvencije o ljudskim pravima (ECHR);
- čl. 9. i 17. Afričke povelje o ljudskim pravima i pravima naroda te
- čl. 32. Arapske povelje o ljudskim pravima.

### UNESCO-vi instrumenti

#### Preporuka o statusu umjetnika (1980.)
Umjetnička sloboda prvi put se pojavila kao posebno pravo u UNESCO-ovoj neobvezujućoj Preporuci o Statusu Umjetnika, naglašavajući „nužnu ulogu umjetnosti u životu i razvoju pojedinca i društva” te dužnost država u zaštiti i obrani umjetničke slobode. Zamišljena je kao osnova ili smjernica za nove formulacije kulturne politike:
Države članice, prepoznajući nužnu ulogu umjetnosti u životu i razvoju pojedinca i društva, imaju obvezu štititi, braniti i pomoći umjetnicima i njihovoj slobodi stvaranja. Stoga trebaju poduzeti sve potrebne korake kako bi potaknule umjetničko stvaralaštvo i razvoj talenta, posebno usvajanjem mjera koje osiguravaju veću slobodu umjetnicima, bez koje ne mogu ispuniti svoju misiju te unapređenjem njihovog statusa priznavanjem njihova prava na uživanje plodova svojeg rada.

#### Konvencija o zaštiti i promicanju raznolikosti kulturnih izraza (2005.)
Konvencija navodi da „raznolikost kulturnih izraza može biti promicana samo ako su zajamčena ljudska prava i temeljne slobode”. Temeljno naćelo jest da „se kulturna raznolikost može zaštititi i promicati samo ako su zajamčena ljudska prava i temeljne slobode, poput slobode izražavanja, informacija i komunikacije, kao i sposobnost pojedinaca u izboru kulturnih izraza”.

### Nacionalne zakonodavne mjere za promicanje kreativne slobode
Slično navedenim univerzalnim instrumentima za zaštitu umjetnika i umjetničke slobode, "[u nacionalnim ustavima (...)], sloboda umjetničke kreativnosti često se smješta unutar snažno zaštićenog prava na slobodu izražavanja." Određene zemlje također "prepoznaju slobodu umjetničkog izraza unutar dometa prava na znanost i kulturu." Sljedeće nacionalne zakonodavne mjere navedene su abecednim redom. Popis će biti dopunjen.

#### Burkina Faso
Usvojen 23. svibnja 2013. godine od strane "Direction générale des arts (DGA)", dekret "Décret portant statut de l'artiste au Burkina Faso" predviđa poboljšanje socijalne zaštite i životnih uvjeta umjetnika, posebno socijalne sigurnosti zaposlenih umjetnika i slobodnih umjetnika, povrat socijalnih doprinosa umjetnika te dodatne odredbe za međusobnu odgovornost.

#### Kanada
U Kanadi, Kanadski povelja prava i sloboda štiti umjetnički izraz.

#### Francuska
U srpnju 2016., Francuska je izmijenila svoje zakonodavstvo kako bi ga proširila s pravnom zaštitom umjetničke slobode, arhitekture i kulturne baštine. Po prvi put u međunarodnom pravu, umjetnički izrazi utvrđeni su kao javna dobra, a "širenje umjetničkog stvaralaštva je slobodno". To implicira da umjetnici nisu samo slobodni stvarati, već da šira javnost ima pristup tome. Kao rezultat toga, umjetnost i umjetnički izrazi ne mogu biti cenzurirani niti jednostavno isključeni s izložbi i drugih događanja.

#### Njemačka
Članak 5 Njemačkog temeljnog zakona sadrži poseban odlomak koji povezuje pravo na slobodu izražavanja s pravom na slobodno razvijanje umjetnosti i znanosti."

#### Indonezija
12. siječnja 2012. godine, Indonezija je ratificirala UNESCO-ovu Konvenciju iz 2005. godine. U 2017. godini, Indonezija je objavila Zakon o kulturnom napretku temeljen na 11 vrijednosti, uključujući jamčenje slobode izražavanja, osiguravanje zaštite kulturnog izraza, pružanje kulturnih objekata i infrastrukture, te izvore financiranja za kulturni napredak.

#### Meksiko
19. lipnja 2017. godine, Meksiko je objavio svoj "Ley General de Cultura y Derechos Culturales", obećavajući snažnu zaštitu umjetničke slobode, umjetnika i kulturnih stručnjaka, odredbu koja je posebno potrebna s obzirom na zabrinjavajuće uvjete pod kojima trenutno rade meksički umjetnici, novinari i kulturni stručnjaci.

#### Španjolska
6. rujna 2018. godine, Španjolski Kongres zastupnika jednoglasno je ratificirao prijedlog koji se odnosi na izradu "Estatuto del Artista y del Profesional de la Cultura". Općenito, uredba ima za cilj zaštititi i promicati umjetnike u vezi s oporezivanjem, njihovom sigurnošću na radu i pravnom zaštitom.

#### Švedska
Članak 1. (2) Švedskog Temeljnog zakona eksplicitno uključuje slobodu umjetničkog stvaranja kao dio ključnih svrha slobode izražavanja: "Svrha slobode izražavanja prema ovom Temeljnom zakonu jest osigurati slobodnu razmjenu mišljenja, slobodne i opsežne informacije, te slobodu umjetničkog stvaranja."

#### Togo
20. lipnja 2016., Togo je usvojio svoj "Statut de l'artiste". Njegov glavni cilj je priznati umjetnike kao pojedince i njihov moralni doprinos društvu, njihove doprinose intelektualnoj sferi koja je zaštićena autorskim pravima. Definira prava i dužnosti povezane s umjetničkim profesijama i ima za cilj promicanje kreativnosti te zaštitu umjetnika na društvenoj razini.

#### Tunis
Usvojen 2014., članak 42. Ustava Tunisa navodi: "Pravo na kulturu je zajamčeno. Sloboda kreativnog izraza je zajamčena. Država potiče kulturnu kreativnost i podupire jačanje nacionalne kulture, njezine raznolikosti i obnavljanje, promičući vrijednosti tolerancije, odbijanja nasilja, otvorenosti prema različitim kulturama i dijaloga između civilizacija."

#### Sjedinjene Američke Države
U SAD-u, Prvi amandman štiti umjetnički izraz. Prema sudu, sloboda umjetničkog stvaranja element je poštovanja slobode samopreporuke, jedne od temeljnih vrijednosti Prvog amandmana. Međutim, Vrhovni sud SAD-a nikada nije smatrao umjetničku slobodu kao posebnu kategoriju sličnu političkom ili komercijalnom govoru: "on se radije bavi različitim oblicima umjetnosti u njihovom odnosu prema Prvom amandmanu na kontekstualnoj osnovi."

## Izazovi umjetničke slobode
Međunarodna mreža gradova utočišta (ICORN) objašnjava svrhu svojeg postojanja sljedećom izjavom:
Pisci i umjetnici posebno su ranjivi na cenzuru, uznemiravanje, zatvaranje pa čak i smrt zbog onoga što rade. Oni predstavljaju oslobađajući dar ljudske mašte i daju glas mislima, idejama, raspravama i kritikama koje se šire širokom publikom. Također su često prvi koji progovaraju i pružaju otpor kada je sloboda govora ugrožena.
Izvješće Freemuse-a (2018.) pokazuje da se umjetnička sloboda "ukida na svakom kutku svijeta, uključujući i tradicionalno demokratski Zapad. Prema Freemuseovom izvješću iz 2016. godine, glavna meta ozbiljnih povreda je glazbena industrija, a druga po učestalosti povreda je filmska industrija, uključujući i neviolentnu cenzuru. Najozbiljnije povrede uključivale su ubojstvo pakistanskog Qawwali pjevača Amjada Sabrija i ubojstvo burundskog glazbenika Pascala Treasury Nshimirimane. Godine 2019., Karima Bennoune, posebna izvjestiteljica UN-a za područje kulturnih prava, ističe da "sloboda umjetničkog izraza i kreativnost osoba s invaliditetom, žena ili starijih osoba" ostaje značajno ograničena. Ona navodi da "mnogi akteri kulturnih prava nisu uključili rodnu perspektivu u svoj rad, dok mnogi zagovornici prava žena nisu razmatrali pitanja kulturnih prava." Pozivajući se na Freemuseovo izvješće iz 2016. godine, UNESCO ističe da su "zakoni koji se bave terorizmom i državnom sigurnošću, klevetom, vjerom i 'tradicionalnim vrijednostima' korišteni kako bi se suzbila umjetnička i druge forme slobodnog izražavanja."
Osim toga, nove digitalne tehnologije, uključujući platforme društvenih medija, izazivaju umjetničku slobodu: "Umjetnost u online i digitalnom prostoru i dalje izaziva vlasti i tvrtke koje brzo reagiraju zatvaranjem izraza umjesto korištenja prilike za njegovo poticanje." Društveni mediji i platforme za streaming glazbe, poput Instagrama i SoundCloud-a, postaju mjesta na kojima umjetnici javno prikazuju i promoviraju svoj rad. Međutim, donose i prijetnje pravima i slobodama. Online trolovi često zastrašuju umjetnike kako bi povukli svoj rad. Osim toga, rastuće digitalno nadziranje ima korozivan učinak na umjetničku slobodu. Mnoge platforme uspostavile su mehanizme, poput smjernica Instagrama o 'standardima ponašanja', čije su formulacije vrlo nejasne. To daje nerazmjernu moć pojedincima i organizacijama koje koriste postupke prijave platforme kako bi pojedinačna umjetnička djela uklonili, a ponekad i cijele račune blokirali. Osim toga, utjecaj algoritama na raznolikost sadržaja još je jedno područje zabrinutosti: platforme prikazuju mnoštvo kulturnih ponuda, ali i kontroliraju ne samo prodaju, već i komunikaciju i algoritme preporuka (npr. prilagodba ponuđenog sadržaja profilu svakog internetskog korisnika). Ti algoritmi na kraju služe promicanju određenih sadržaja dok potiskuju druge.
Zaključno, nove digitalne tehnologije, iako pružaju platformu za distribuciju umjetničkog sadržaja, mogu prekinuti protok ideja umjetnika i ograničiti njihovu umjetničku slobodu.
U 10. godišnjem izvješću UN-a o kulturnim pravima, Ole Reitov, bivši izvršni direktor Freemuse-a, ističe progresivnu činjenicu da "umjetnička sloboda više nije 'marginizirano' pitanje u 'svijetu slobode izražavanja'". Od izvješća Faride Shaheed i inspiriranih lobiranjem umjetničkih i ljudskih prava nevladinih organizacija, nastoji za promicanje umjetničke slobode su se umnožile u cijelom sustavu Ujedinjenih naroda: "UN-ov univerzalni redoviti pregled pruža priliku nevladinim organizacijama, između ostalog, da podnose pritužbe na neuspjehe država u ispunjavanju standarda ljudskih prava, uključujući umjetničku slobodu. Nove pozive za UN-ov plan akcije o sigurnosti umjetnika i publike (slično kao i za novinare) su iznijeli." Kako pokazuje UNESCO-ov Globalni izvještaj "Oblikovanje kulturnih politika" (2018.), broj i kapacitet organizacija koje nadziru umjetničku slobodu rastu. "I u ovoj domeni, gradovi pokazuju vrijedne inicijative pružajući sigurna utočišta umjetnicima u opasnosti." Kao što pokazuje gornji popis, "mjere za podršku ekonomskim i socijalnim pravima umjetnika sve se više pojavljuju u nacionalnom zakonodavstvu, posebno u Africi."
Unatoč postignutom napretku i uspostavljenim pravnim instrumentima za promicanje i zaštitu slobode umjetničkog izraza, "postoji hitna potreba za praćenjem i nadzorom, što je ključno ako te slobode trebaju postati trajna stvarnost".
Karima Bennoune primjećuje da povećanje broja prijavljenih napada koje izvode državni i ne-državni akteri protiv kulturnih profesionalaca odražava jačanje kapaciteta praćenja umjetničke slobode. Ona ističe da su UNESCO-ovi globalni izvještaji koji prate provedbu Konvencije iz 2005. o zaštiti i promicanju kulturnih izraza bili "[p]osebno relevantni". Izvještaji pružaju okvir za praćenje koji obuhvaća četiri glavna cilja za unaprjeđenje kulturnih politika diljem svijeta. Jedan od tih ciljeva ima za cilj "Promicanje ljudskih prava i temeljnih sloboda" i obuhvaća umjetničku slobodu kao "područje praćenja" uključujući ključne pokazatelje za mjerenje postignuća u vezi s pravima i zaštitom umjetnika. Osim toga, okvir povezuje umjetničku slobodu s Ciljem održivog razvoja (SDG) 16 UN-ove Agende 2030, koji ima za cilj "'Promicati mirna i inkluzivna društva za održivi razvoj, omogućiti pristup pravdi za sve i izgraditi učinkovite, odgovorne i inkluzivne institucije na svim razinama". Konkretno, cilj 16.10 SDG-a ima za cilj "osigurati javni pristup informacijama i zaštititi temeljne slobode, sukladno nacionalnom zakonodavstvu i međunarodnim ugovorima".
Osim toga, postoje i mnje inicijative koje zagovaraju i prate umjetničku slobodu. Pored drugih organizacija koje dokumentiraju povrede slobode umjetničkog izraza (kao što su Arterial Network, Artists at Risk Connection, PEN International i International Federation of Library Associations and Institutions), Freemuse je nezavisna međunarodna organizacija koja posebno prati slobodu izražavanja glazbenika i skladatelja diljem svijeta. "Izvještaji Freemuse-a prikupljeni sa svih strana svijeta pokazuju da umjetnici sve više suočavaju s cenzurom, progonom, zatvaranjem ili smrću zbog svog rada."
Postoji i praćenje koje provodi Koalisi Seni, institucija koja zagovara kulturnu politiku u Indoneziji. Na temelju rezultata svojeg praćenja, Koalisi Seni primjećuje da su u Indoneziji, tijekom pandemije, društvena ograničenja radi smanjenja širenja COVID-19 postala novo opravdanje državi za gušenje umjetničkih aktivnosti. Također se primjećuje da stigmatizacija umjetnosti često nastaje jer se umjetnost smatra štetnom za moral ljudi i poticanjem nemoralnosti.
Da bi se pratili koraci poduzeti za provedbu Preporuke iz 1980. o Statusu Umjetnika, Tajništvo Konvencije UNESCO-a iz 2005. (vidi niže) provodi globalno istraživanje svake četiri godine, prikupljajući informacije od država članica, nevladinih organizacija i međunarodnih nevladinih organizacija te priprema izvješće koje se potom podnosi Glavnoj konferenciji.

## Vanjske poveznice
- Arterial Network (engl.)  Arhivirana inačica izvorne stranice od 4. kolovoza 2023. (Wayback Machine)
- Sveza umjetnika u riziku (ARC) (engl.)
- Freemuse (engl.)
- Index cenzure (engl.)
- Međunarodna mreža gradova-utočišta (ICORN) (engl.)
- PEN International (engl.)
- Safemuse (engl.)
- UNESCO-v letak o umjetničkoj slobodi (engl.)
- Art Archives - Koalicija protiv cenzure (engl.)
- Kebebasan Berkesenian - baza podataka o umjetničkoj slobodi (engl.)